# Гудмен, Бенни
Бе́нни Гу́дмен (иногда: Гудман; полное имя Бе́нджамин Дэ́вид Гу́дмен, англ. Benjamin David Goodman) (30 мая 1909, Чикаго — 13 июня 1986, Нью-Йорк) — американский джазовый кларнетист и дирижёр, имевший прозвище «Король свинга».

## Творчество

### Начало творческого пути
Родился в семье еврейских иммигрантов из Российской империи Давида Гутмана (из Белой Церкви) и Доры Резинской-Гутман (по другим данным Гризинской или Гринской, из Ковно). Играть на кларнете он начал в десять лет, а уже через два года состоялся первый концерт с его участием. В четырнадцать лет Гудмен, решив посвятить свою жизнь музыке, бросил школу.
В августе 1925 года, в возрасте шестнадцати лет, он начал играть в оркестре Бена Поллака, с которым он сделал ряд записей в 1926—1927 годах. Первые записи Гудмена под его собственным именем относятся к началу 1928 года.
В сентябре 1929 года Гудмен покидает оркестр Поллака и перебирается в Нью-Йорк, где начинает карьеру свободного музыканта. Он записывается на радио, играет в оркестрах бродвейских мюзиклов, создаёт собственные композиции и сам же их исполняет совместно с первыми самостоятельно созданными небольшими инструментальными ансамблями.
Первая его композиция, ставшая известной широкой публике, называлась «Он не стоит твоих слёз» («He’s Not Worth Your Tears») и была записана в январе 1931 года компанией «Мелотон рекордс» с участием певицы Скрэппи Ламберт.
В конце 1933 года Гудмен подписал контракт со звукозаписывающей компанией «Коламбия рекордс», и уже в начале 1934 года его композиции «Разве она не счастлива?» («Ain’t Cha Glad?», пел Джек Тигарден), «Шотландский рифф» («Riffin’ the Scotch», вокал — Билли Холидей) и «Папаша» («Ol’ Pappy», пела Милдред Бэйли), а также «Я не лентяй, я просто мечтаю» («I Ain’t Lazy, I’m Just Dreamin’», с участием Джека Тигардена) попали в десятку самых популярных.

### Успех. Создание собственного джаз-оркестра
Успех этих и других композиторских опытов, а также предложение выступить в мюзик-холле Билли Роуза, вдохновили Гудмена на создание первого собственного джаз-оркестра, первое представление которого состоялось 1 июня 1934 года. Уже месяц спустя инструментальная композиция Гудмена «Лунный свет» («Moon Glow») оказалась на вершинах хит-парадов.
Успех «Лунного света» повторили композиции «Верь мне» (Take My Word) и «Труба зовёт танцевать рэгтайм» (Bugle Call Rag). После окончания контракта с мюзик-холлом Гудмен был приглашён на радио NBC вести субботнее ночное шоу «Потанцуем!» (Let’s Dance). За полгода работы Гудмена на радио его записи ещё одиннадцать раз попадали в десятку лучших, в том числе и после того, как Гудмен стал работать со звукозаписывающей компанией «RCA Victor».

### Начало «Эры свинга»
В связи с забастовкой рабочих Национальной бисквитной компании — спонсора радио-передачи — руководство радио-станции вынуждено было закрыть передачу «Потанцуем!», и Гудмен с оркестром остался без работы.
Время для США было суровое, на дворе бушевала Великая депрессия. Чтобы заработать на жизнь и содержание оркестра, Гудмен решил предпринять гастрольную поездку по США летом 1935 года. Так как денег на аренду гастрольного автобуса не было, поездка через весь континент была совершена на личных автомобилях музыкантов.
По пути следования через городки Среднего Запада концерты оркестра не пользовались особой популярностью — глубинка, залы были почти пустые, а несколько раз наниматели попросту прекращали концерт, так как желали слышать от оркестра лишь обычную для того времени танцевальную музыку, а не свинг.
Будучи почти на мели, оркестр таки добрался до Лос-Анджелеса. Финансовая ситуация у Гудмена была настолько критическая, что музыканты (из боязни потерять заказ на концерт) начали концерт не со своей музыки, а с обычной танцевальной. В зале публика восприняла это без энтузиазма, вяло топталась в проходах, начался ропот. Видя всё это, барабанщик в паузе воскликнул: «Ребята, какого черта мы делаем? Если это наш последний концерт, давайте сыграем его так, как бы нам не стыдно было себя проводить», — и они заиграли свой свинг — в полную силу, со всей мощью и необузданностью. Публика взвыла от восторга — ведь именно этого они и ждали, ради этого пришли, так как все были знакомы с музыкой Гудмена по радио-передаче «Потанцуем!».
Концерт 21 августа 1935 года в лос-анджелесском бальном зале «Паломар» стал настоящим триумфом Гудмена, после которого он в одночасье стал звездой. Эта дата считается началом «Эры свинга».
Через некоторое время Гудмен переезжает в Чикаго, где совместно с певицей Хелен Уорд создаёт ряд сочинений, которые становятся настоящими шлягерами своего времени и неоднократно попадают на первые строчки хит-парадов:
- «Это было так давно» («It’s Been So Long»)
- «Хороший парень» («Goody-Goody»)
- «Слава Любви» («The Glory of Love»)
- «Эти мелочи напоминают мне о тебе» («These Foolish Things Remind Me of You»)
- «Ты против меня с моим же оружием» («You Turned the Tables on Me»)

Гудмена вновь приглашают на радио в передачу «Караван верблюдов», а в октябре 1936 года его оркестр впервые появляется на телевидении. В это же время Гудмен возвращается в Нью-Йорк.

### Пик карьеры
В 1937 году произведения Гудмена (в том числе «Поцелуи этого года» — «This Year’s Kisses») в очередной раз оказываются в числе наиболее популярных (не в последнюю очередь благодаря участию в их исполнении Эллы Фицджеральд и Маргарет МакКрэй, а также трубача Гарри Джеймса). В декабре того же года его оркестр снимается в фильме «Отель Голливуд».
В танцзале «Савой», который посещали обычно цветные, в то время проводились «Битвы джаз-бэндов», где оркестр чёрного джаз-мена, виртуоза-барабанщика Чика Уэбба часто брал вверх над соперниками. Чувствуя себя на коне, Гудмен, как представитель белого джаза, бросает вызов Чику Уэббу. Город пестрит афишами о предстоящей музыкальной дуэли, называемой в печати не иначе как «дуэль столетия». И вот, в назначенный вечер, танцзал «Савоя», вмещающий четыре тысячи слушателей, забит битком, ещё пять тысяч толпятся на улице, не желая расходиться и надеясь всё же попасть внутрь. Публика восприняла «дуэль» восторженно. Несмотря на всю слаженность и виртуозность игры музыкантов оркестра Гудмена, оркестр Чика Уэбба был в тот вечер недосягаем. Сами музыканты Гудмена безутешно махали рукой, когда начиналась партия оркестра Уэбба, настолько они были сильны.
Пик артистической карьеры Гудмена в 1930-е годы пришёлся на 16 января 1938 года, когда он дал концерт в Карнеги-холле в Нью-Йорке (в первый раз за всю историю этого зала в нём звучала джазовая музыка), исполнив не только свои произведения, но и такие известные песни, как «Avalon» Эла Джолсона. В 1938 году композиции Гудмена четырнадцать раз входили в десятку лучших, среди них вокальная «Пусть моё сердце поёт» («I Let a Song Go out of My Heart») в исполнении Марты Тилтон и инструментальные «Не будь такой» («Don’t Be That Way») и «Пой, пой, пой, но не забудь и про свинг» («Sing, Sing, Sing (With a Swing)»). Последняя пользовалась особым успехом и впоследствии была включена в Зал славы премии «Грэмми».
Гудмен был чрезвычайно популярен не только в США, но и в Европе, о чём говорит, в частности, тот факт, что знаменитый венгерский композитор Бела Барток посвятил ему своё трио «Контрасты» для скрипки, кларнета и фортепиано, написанное в 1938 году. Несколько лет спустя специально для Гудмена Аарон Копленд написал концерт для кларнета с оркестром, а Леонард Бернстайн — цикл «Прелюдия, фуга и рифф» и сонатину.

### Изменение творческого коллектива
В 1939 году джаз Гудмена покинули Джин Крупа и Гарри Джеймс, решившие создать собственные оркестры, и Гудмену пришлось выдерживать достаточно сильную конкуренцию со стороны оркестров Арти Шоу и Гленна Миллера.
Тем не менее композиции Гудмена по-прежнему были очень популярны — они ещё восемь раз попадали в десятку лучших. В ноябре того же года Гудмен со своим секстетом принял участие в постановке бродвейского мюзикла «Свинг мечты» («Swingin’ the Dream»). В этот период Гудмен сотрудничает с Мартой Тилтон, Милдред Бэйли, Луизой Тобин, Пегги Ли и другими вокалистами. Среди работ этого периода — «Ангелы поют» («And the Angels sing»), «Брось эти мечты» («Darn That Dream»), «Что-то изменится» («There’ll Be Some Changes Made»), инструментальная композиция «Джерсийский баунс» («Jersey Bounce») и многие другие. В мае 1942 года Гудмен снимается в фильме «Синкопа» («Syncopation»).

### Вторая мировая война и послевоенное время
Вступление США во Вторую мировую войну и забастовка, инициированная американской Федерацией музыкантов вынудили Гудмена на время прекратить сотрудничество с Victor RCA. Закончив работу над композициями, начатыми ещё до запрета (в том числе ставшей впоследствии хитом баллады «Искать счастья в любви» («Taking Chance on Love»), он снимается в ряде кинофильмов: «Солдатский клуб» («Stage Door Canteen»), «Все здесь» («The Gang’s All Here», все — 1943), «Задушевно и без импровизаций» («Sweet and Low-Down», 1944) и других.
В декабре 1944 года Гудмен вместе со своим квинтетом принимает участие в бродвейском шоу «Семь Искусств». Шоу пользовалось огромным успехом и выдержало 182 представления. А в начале 1945 года запрет на звукозапись был снят, и Гудмен смог вернуться на студию. Уже в апреле выходит альбом «Горячий джаз» («Hot Jazz»), который сразу же попадает в десятку лучших альбомов. Подобный же успех ожидал и следующие альбомы Гудмена — «Будет так или иначе» («Gotta Be This or That», на его записи Гудмен впервые сам исполнил вокальную партию), «Симфония» («Symphony») и многие другие, появившиеся в течение 1945—1948 годов.

### Изменение направления
В 1946—1947 годах Гудмен принимал участие в серии радиопередач Виктора Борджа. К этому же времени относится его переход в звукозаписывающую фирму «Capitol Records», съёмки в фильме «Так рождается песня» («A Song Is Born») и начало экспериментов с исполнительскими стилями. На смену свингу приходит бибоп, и оркестр Гудмена записывает несколько сочинений в этом стиле. Но в декабре 1949 года Гудмен распускает свой оркестр. В дальнейшем он собирал ансамбли на временной основе только на время концертов, гастролей и записей. В основном это были квинтеты или секстеты, реже — биг-бэнды полного состава.
К началу 1950-х годов Гудмен прекращает композиторскую деятельность, почти полностью сосредоточившись на исполнении и записях. В ноябре 1950 года в продажу поступает двойной альбом «Джаз-концерт в Карнеги-Холле», представлявший собой «живую» запись знаменитого выступления Гудмена 16 января 1938 года. В течение года этот альбом оставался на вершинах хит-парадов и стал самым продаваемым джазовым альбомом на тот момент времени. Впоследствии «Джаз-концерт в Карнеги-Холле» был включён в Зал славы «Грэмми». Последовавший за ним альбом «Джазовый концерт № 2», основанный на записях 1937—38 годов, также был очень популярен у публики в конце 1952 года. С появлением высококачественного формата (Hi-Fi) LP 12" Гудмен перезаписал многие свои хиты на студии «Capitol», создав из них альбом «Б. Г.» («B.G.»), ставший хитом в марте 1955 года. Спустя год Гудмен записал ещё один альбом, в котором звучала музыка из автобиографического фильма «История Бенни Гудмена» («The Benny Goodman Story»; главную роль в этом фильме сыграл Стив Аллен, однако музыку исполнял сам Гудмен).
Будучи уже всемирно известным музыкантом, Гудмен тем не менее, желая улучшить свою исполнительскую технику, с 1951 года брал частные консультации у известного английского кларнетиста Реджинальда Келла, приехавшего в США.

### Конец пути
С 1956 года Гудмен совершил ряд гастрольных поездок по миру. В 1962 году широко гастролировал в СССР, дал концерты со своим джаз-бендом в Москве (дважды), Ленинграде, Киеве, Тбилиси, Ташкенте. В одном из интервью он заявил корреспондентам, что рад отмене запрета на джаз в СССР. Первое выступление состоялось 30 мая и по результатам этой поездки был выпущен концертный альбом Бенни Гудмен в Москве.
В 1963 году на студии RCA Victor состоялось воссоединение легендарного квартета Бенни Гудмена образца 1930-х годов (сам Гудмен, Джин Крупа, Тедди Уилсон и Лайонел Хэмптон), и год спустя альбом, записанный ими (под названием «Снова вместе!»), опять стал одним из популярнейших альбомов. К этому же периоду творчества относятся записи некоторых произведений академической музыки (в частности, сонаты для кларнета и фортепиано Франсиса Пуленка совместно с Леонардом Бернстайном, а также музыки самого Бернстайна, Иоганнеса Брамса, Аарона Копленда и Клода Дебюсси).
В последующие годы Гудмен почти не записывался, одной из последних его крупных работ стал альбом «Бенни Гудмен сегодня», записанный в 1971 году в Стокгольме. Незадолго до своей смерти получил премию «Грэмми» за альбом «Потанцуем!» (на основе музыки к одноимённой радиопередаче).
Гудмен умер 13 июня 1986 года в Нью-Йорке от сердечного приступа, похоронен в Стэмфорде.
Творческое наследие Гудмена включает в себя огромное количество дисков и пластинок, записанных в основном в 1930 — 1940-е годы компаниями «Columbia» и «RCA Victor». Кроме того, существует серия дисков из личного архива Гудмена, выпущенная фирмой «Music Masters», и различные отдельные записи. Эти записи подтверждают факт незаурядного исполнительского и дирижёрского таланта Гудмена.

## Дискография (выборка)
- Swinging 34 Vols. 1 & 2 (Melodeon, 1934)
- Original Benny Goodman Trio and Quartet Sessions, Vol. 1: After You’ve Gone (Bluebird, 1935)
- Stomping at the Savoy (Bluebird, 1935)
- Air Play (Doctor Jazz, 1936)
- Sing, Sing, Sing (With a Swing) (Columbia, 1937)
- Roll 'Em, Vol. 1 (Columbia, 1937)
- Roll 'Em, Vol. 2 (Columbia, 1937)
- Don’t Be That Way (Columbia 1938)
- From Spirituals to Swing (Vanguard, 1938)
- The Famous 1938 Carnegie Hall Jazz Concert Vols. 1-3 (Columbia, 1938)
- Моцарт. Кларнетовый квинтет, с Будапештским квартетом (RCA Victor, 1938)
- Eddie Sauter Arrangements (Columbia, 1940)
- Swing into Spring (Columbia, 1941)
- Benny Goodman Sextet (Columbia, 1944)
- Undercurrent Blues (Capitol, 1947)
- Swedish Pastry (Dragon Records, 1948)
- Session for Six (Capitol, 1950)
- The Benny Goodman Trio Plays (Columbia, 1951)
- Goodman & Teagarden (Jazz Panorama, 1951)
- Easy Does It (Capitol, 1952)
- Benny at the Ballroom (Columbia, 1955)
- BG in Hi-Fi (Capitol, 1955)
- Моцарт. Кларнетовый концерт, с Бостонским симфоническим оркестром (1956)
- Mostly Sextets (Capitol, 1956)
- The Great Benny Goodman (Columbia, 1956)
- Date with the King, с участием Розмари Клуни (Columbia, 1956)[5]
- Peggy Lee sings with Benny Goodman, с участием Пегги Ли (Harmony, 1957)
- Benny Rides Again (1958)
- Benny Goodman Plays World Favorites in High Fidelity (1958)
- Benny in Brussels Vols. 1 and 2 (Columbia, 1958)
- In Stockholm 1959 (Phontastic, 1959)
- The Benny Goodman Treasure Chest (MGM Records, 1959)
- The Hits of Benny Goodman (Capital Records, 1961)
- Бенни Гудмен в Москве (Benny Goodman in Moscow; RCA Victor, 1962)
- Вебер. Кларнетовые концерты № 1 и № 2, с Чикагским симфоническим оркестром (RCA, 1968)
- London Date (Phillips, 1969)
- Benny Goodman Today (London Records, 1970)
- This Is Benny Goodman (RCA Victor, 1971)
- A Legendary Performer (RCA, 1977)
- Live at Carnegie Hall: 40th Anniversary Concert (1978)

### Посмертные релизы
- Sing, Sing, Sing (Bluebird Records, 1987)
- The Yale University Music Library, Vol. 2: Live at Basin Street (Musical Heritage Society, 1988)
- The Benny Goodman Sextet Featuring Charlie Christian: 1939—1941 (Columbia, 1989)
- 16 Most Requested Songs (Columbia/Legacy, 1993)
- The Complete RCA Victor Small Group Recordings (RCA Victor, 1997)
- 1935-1938 (1998)
- Carnegie Hall Jazz Concert '38 (1998)
- Bill Dodge All-star Recording (1999)
- 1941-1955 His Orchestra and His (1999)
- Live at Carnegie Hall (1999)
- Lausanne 1950 (Swiss Radio Days, Theatre De Beaulieu, May 13, 1950) (TCB 2005)
- Carnegie Hall: The Complete Concert (2006)
- Live in Hamburg 1981 (Stockfisch, 2019)